# یادویگا نواکوفسکا-بوریگا
یانینا گودلفسکا-بوگوتسکا (لهستانی: Janina Godlewska-Bogucka؛ زادهٔ ۱۷ ژوئیه ۱۹۰۸–۲۱ سپتامبر ۱۹۹۵) بازیگر و کنشگر مدنی اهل لهستان بود.
از فیلم‌هایی که وی در آن‌ها نقش داشته است، می‌توان به زیر پرچم عشق و نامت را به‌خاطر بسپار اشاره نمود.